# Park Narodowy Wschodniej Zatoki Fińskiej
Park Narodowy Wschodniej Zatoki Fińskiej (fiń. Itäisen Suomenlahden kansallispuisto, szw. Östra Finska vikens nationalpark) – fiński park narodowy, utworzony w 1982 roku na powierzchni 6,7 km². Znajduje się w najbardziej na południowy wschód wysuniętym fragmencie Finlandii, chroniąc archipelag wysp rozrzuconych na Zatoce Fińskiej w rejonie miasta Kotka, w pobliżu granicy z Rosją (gdzie planowane jest utworzenie podobnego parku narodowego). Około setki chronionych i niezamieszkanych wysp rozciąga się na obszarze o długości około 60 km.
Park Narodowy Wschodniej Zatoki Fińskiej jest siedliskiem licznych gatunków ptaków wodnych takich jak nurogęś, czernica, alka zwyczajna, uhla zwyczajna, czy rzadkie nurzyk zwyczajny, gęgawa, świergotek nadmorski, bernikla białolica.